# Тумилович, Геннадий Анатольевич
Генна́дий Анато́льевич Тумило́вич (бел. Генадзь Анатолевіч Туміловіч; род. 3 сентября 1971, Минск) — советский и белорусский футболист, выступавший на позиции вратаря, в настоящее время — главный тренер команды по пляжному футболу «Кристалл». Известен по выступлениям за минское «Динамо», российские клубы «Металлург» (Красноярск), «Заря» (Ленинск-Кузнецкий), «Жемчужина-Сочи», «Динамо» (Москва), «Ростсельмаш» и «Луч-Энергия», а также за бельгийский «Антверпен» и израильский «Хапоэль» (Ришон-ле-Цион).
В составе сборной СССР до 19 лет в 1991 году стал бронзовым призёром чемпионата мира в Португалии. За сборную Беларуси сыграл 32 матча и был признан лучшим футболистом 2001 года в стране. Тумилович считается одним из самых скандально известных вратарей в истории чемпионата России в связи со многочисленными выходками на поле и вне поля.

## Клубная карьера

### Брестское и минское «Динамо»
Воспитанник детско-юношеской школы СДЮШОР-5 (Минск). Карьеру начал в брестском «Динамо», будучи заигранным за юношеские сборные СССР, — играл за основной состав и дубль. На позицию вратаря был поставлен как самый высокий в команде; для укрепления физической силы занимался акробатикой, баскетболом и карате. Как игрок юношеской сборной СССР, получал 350 рублей по спорткомитетовской ставке (у остальных игроков «Динамо» зарплата составляла 220 рублей в месяц). Некоторое время у Тумиловича были «замашки звёздности», однако серьёзный разговор с составом команды заставил его отказаться от подобного поведения. По собственным воспоминаниям, в 1990 году во время выступлений во Второй лиге СССР Геннадий столкнулся с несколькими случаями договорных встреч: так, в игре против «Нивы» из Тернополя в компенсированное время при счёте 2:2 в ворота «динамовцев» назначили пенальти после падения игрока тернопольцев, хотя в штрафной, кроме Тумиловича и игрока «Нивы», вообще не было никого (брестчане проиграли 2:3). В другом матче против львовских «Карпат», когда Тумилович парировал пенальти, судья приказал повторить удар, заявив, что будет так делать, пока Тумилович не пропустит.
В августе 1991 года Тумилович перешёл в минское «Динамо» и даже сыграл один матч на Кубок Беларуси в качестве полевого игрока, проведя на поле 15 минут. По окончании одного из турниров во Франции мог остаться насовсем в стране, однако под давлением руководства «Динамо» вынужден был вернуться в СССР со своим другом Евгением Кашенцевым. В сезоне 1992/1993 выступал за дубль команды — клуб «Беларусь». В 1993 году Тумилович вместе с Александром Помазуном находился на просмотрах в московском «Спартаке», куда его пригласил Олег Романцев; он провёл три месяца в расположении клуба, но не играл, а тренировался, поскольку по действовавшему законодательству Беларуси до достижения 23 лет никто из футболистов не мог уехать играть за границу. При этом Тумиловичу поступали предложения также от московских «Торпедо» и ЦСКА. В разговоре с помощником Романцева Александром Тархановым Тумилович в шутку предложил Станиславу Черчесову, бывшему тогда основным вратарём «Спартака», уехать в какой-либо иностранный клуб для игровой практики и уступить место на позиции первого номера. Романцев шутку белоруса не оценил и отказался от его услуг, а пресса позже утверждала, что Тумилович не шутил и настаивал всерьёз. В том же году во время выступления за минское «Динамо» Тумилович совершил самый знаменитый свой проступок, угнав в Минске с клубной базы автобус «Икарус»; по одной версии, он решил съездить в город и привезти одноклубникам девушек лёгкого поведения, по другой версии — просто хотел развлечься. Он проехал 20 км до границы города, прежде чем был введён план «Перехват», и его задержал ОМОН. Тумиловича очень сильно избили ОМОНовцы, и только утром тренер забрал его из отделения милиции, а водитель автобуса ещё долго припоминал эту выходку.
В 1995 году в составе минского «Динамо» Тумилович участвовал в турне по Южной Америке, которое организовали гражданин Франции и два гражданина Сальвадора, напечатав афиши с ошибками и указав московское «Динамо» вместо минского. Ожидалось, что после нескольких игр организаторы передадут часть заработанного гонорара игрокам, однако в Канкуне сальвадорцы бесследно исчезли, сбежав с деньгами (француз сделал вид, что его тоже обманули), и в итоге две недели «динамовцы» играли фактически за питание и проживание. В том же году Тумилович проходил просмотр в роттердамском «Эксельсиоре», игравшем в Первом дивизионе Нидерландов, однако после контрольной встречи так и не подписал контракт: утверждалось, что он около недели пробыл в «квартале красных фонарей». Сам Геннадий утверждал, что просто перебрал алкоголя, за что его и изгнали из расположения клуба. Вскоре у Тумиловича назрел конфликт с Иваном Щёкиным: по ходу игры против «Гомсельмаша» (9:3) вратарь пропустил два мяча и услышал от Щёкина обильную критику, а за попытку ответить был заменён. Это стало причиной ухода игрока из минского клуба.

### «Енисей», «Заря» и «Жемчужина»
В 1996 году Тумилович продолжил карьеру в России и перешёл в красноярский «Металлург», где играл около полугода до октября, сыграв 11 матчей. По его словам, в то время обычным делом были договорные матчи: его команду в гостевых матчах «убивали» судьи, требуя у клуба взятки. В 1997 году Тумилович играл за клуб «Заря» из Ленинск-Кузнецкого, проведя за него 21 игру и пропустив 28 мячей, а среди его одноклубников были Алексей Смертин и Сергей Кормильцев, которые ушли перед началом сезона 1997/1998 в «Уралан». Клуб дошёл до 1/4 финала Кубка России сезона 1996/1997, обыграв в Москве по пенальти ЦСКА (ничья 0:0, по пенальти победа 8:7). В четвертьфинале «Заря» на своём поле проиграла московскому «Динамо» 0:2, а после матча расстроившийся Тумилович, который к тому моменту был уже пьян, сел за руль автомобиля Сергея Топорова и попал в аварию, врезавшись в столб, но при этом не получив ни царапины. После аварии Тумилович отдал Топорову свой новый автомобиль, а на разбитом ещё некоторое время поездил. Во время одного из матчей чемпионата России в составе «Зари» Тумилович устроил перепалку с фанатами «Сатурна» из Раменского, которые, по словам Тумиловича, напоминали типичных бандитов и угрожали после матча Тумиловичу расправой, хотя с ними он больше не пересекался.
В новороссийском «Черноморце» Тумиловича изначально рассматривали как потенциального основного вратаря, однако от его услуг позже отказались из-за серьёзного конфликта с Олегом Долматовым и его тренерским штабом, вылившегося в драки с тренерами и даже попытки «приударить» за женой Долматова. По воспоминаниям Тумиловича, воскресным вечером незадолго до решения клуба о подписании контракта он посетил базу «Черноморца» со своими белорусскими знакомыми и решил пообедать в столовой, однако повздорил с минским тренером-селекционером, и эта выходка в итоге стоила ему контракта с «Черноморцем». Его следующей командой стал другой черноморский клуб — «Жемчужина» из Сочи, в составе которой Тумилович провёл дебютную игру в Высшей лиге России 4 апреля 1998 года в гостях против «Балтики» (1:2). За сочинскую «Жемчужину» Тумилович выступал в 1998—1999 годах, отыграв 33 матча и пропустив 54 гола. Как и в иных командах, Тумилович отметился рядом резонансных поступков: так, во время пребывания в клубе он однажды сфотографировался верхом на осле и немного покатался на нём, но в газетах журналисты опубликовали это фото с заявлением, что на этом осле он якобы приехал на базу сочинского клуба.
В матчах сезона 1999 года в чемпионате России Тумилович неоднократно проявлял неспортивное поведение, вступая в конфликты с игроками и тренерским штабом, а также не стесняясь обвинять судей в предвзятости, что выливалось в жёлтые и красные карточки. Так, 23 июня в гостевом матче против «Спартака» при счёте 0:4 после гола Валерия Кечинова он ушёл с поля, сняв вратарский свитер и перчатки и бросив их на газон, однако спустя минуту вернулся, только чтобы попросить Константина Ледовских заменить его (что тот и сделал за 10 минут до финального свистка, не пропустив ни одного мяча). За неспортивное поведение, выраженное в самовольном уходе с поля, Тумилович получил от судившего матч Николая Иванова четвёртую в сезоне жёлтую карточку и автоматически был дисквалифицирован на следующую игру. В раздевалке игроки и тренеры выражали искреннее недоумение поступку вратаря, хотя Тумилович позже говорил, что команда постоянно проигрывала с такой разницей в счёте, а в клубе была напряжённая обстановка.
В том же году в одном из матчей против «Зенита» он подрался с одноклубником Станиславом Бондаревым, но судья Гаряфий Жафяров решил никого не наказывать, а в матче против «Алании», в которой совершил множество сэйвов, при счёте 2:1 после назначения пенальти в ворота «Жемчужины» отказывался наотрез вставать в ворота и получил жёлтую карточку от Юрия Баскакова (пенальти отразить в итоге не смог). В августе 1999 года Тумилович мог перейти в римский «Лацио»: представители клуба даже отправились на матчи отборочного цикла Евро—2000 сборной Беларуси против Уэльса дома и против Швейцарии в гостях, а Тумилович получил от агента наставление выступать максимально собранно, поскольку к тому моменту у него была одна жёлтая карточка в играх за сборную. Однако в ходе матча против Швейцарии Тумилович ударил в живот одного из игроков, вследствие чего представители итальянского клуба отказались согласовывать сделку.

### От «Хапоэля» до «Луча-Энергии»
В 1999—2000 годах Тумилович номинально числился игроком клуба «Маккаби» из Хайфы, однако не выходил на матчи, поскольку основным вратарём клуба был Нир Давидович. Вследствие этого Тумиловича отдали в аренду клубу «Хапоэль Ирони» из города Ришон-ле-Цион: его игра во многом помогла клубу не вылететь в лигу ниже. Изначально он планировал завершить карьеру именно в Израиле, поскольку считал, что там был вполне умиротворяющий футбол, а житейская обстановка казалась ему наиболее благоприятной. Однако из-за проблем с безопасностью белорус и не решился остаться в израильской команде: после одного из поражений его команды болельщики на следующий день высыпали на поле, сорвав тренировку игроков, и разбили почти все машины игроков клуба: не пострадала только машина Тумиловича. Помимо этого, Тумилович нечасто выходил на поле из-за действовавшего лимита на легионеров в матчах чемпионата Израиля, а президент «Хапоэля Ирони» честно сознался, что команда не в состоянии платить даже половины от той суммы, которую вратарь должен был получать по условиям прежнего контракта.
После отъезда из Израиля Тумилович рассматривал вариант с переходом в казанский «Рубин». Позже он перешёл в московское «Динамо», сыграв в 2000 году девять матчей в чемпионате России под руководством Валерия Газзаева, где была налажена игровая дисциплина: по словам Тумиловича, за малейшую реплику в адрес тренера в ответ на его высказывания полагался крупный штраф. Вместе с тем его клубная статистика ухудшилась: в составе московской команды Тумилович стал чаще ошибаться, и договор с ним не был продлён, а попытка перейти в «Рубин» сорвалась из-за нехватки финансовых средств у казанской команды. Карьеру Тумилович продолжил в «Ростсельмаше», в котором в 2001—2002 годах провёл 10 игр: о тренере Анатолии Байдачном он высоко отзывался, ценя его стремление к максимальному результату, но понимая, что игроки не могут его гарантированно дать. Дважды Тумиловича приглашали в донецкий «Шахтёр», однако он туда так и не перешёл, изначально решив, что переговоры заблокировал Байдачный. Из «Ростова» Тумилович пытался перейти в «Портсмут» или «Вест Хэм Юнайтед», однако в первом случае Гарри Реднапп за три дня до приезда Тумиловича приобрёл Ёсикацу Кавагути, дав ясно Тумиловичу знать, что не заинтересован в услугах белоруса, а во втором случае «молотобойцы» вместо Тумиловича приобрели Дэвида Джеймса. В 2002—2004 годах Тумилович играл за бельгийский «Антверпен», куда ему помогли перейти агенты, однако в команде не закрепился. По его мнению, перед ним встал выбор остаться надолго в «Антверпене» или немедленно покинуть клуб.
В 2004—2006 годах Тумилович выступал за «Луч-Энергию» из Владивостока. Некоторое время он воздерживался от употребления алкоголя, а в команде держался благодаря тому, что ей оказывало большую финансовую поддержку руководство Приморского края во главе с губернатором Сергеем Дарькиным, но позже он покинул команду из-за образовавшегося страха полётов и из-за постоянной необходимости адаптации к часовым поясам. 16 декабря 2006 года он заключил трёхлетний контракт с минским «Динамо», однако уже через год завершил там игровую карьеру. Прощальный матч провёл 19 июля 2008 года в составе минского «Динамо» против леверкузенского «Байера» (2:2), сыграв стартовые 10 минут (этот же матч стал прощальным для Александра Хацкевича).

## Карьера в сборных

### СССР
Выступал за юношеские сборные СССР: в 1989—1990 годах был в заявке сборной U-18 на международном турнире в Тель-Авиве, которая выиграла турнир (в воротах преимущественно стоял Александр Помазун). В составе юношеской сборной играл против команд Италии, где уже выступал Роберто Баджо, Португалии с Луишем Фигу и США с Брэдом Фриделем. В 1991 году Тумилович, призванный в армию и игравший в дубле минского «Динамо», получил срочный вызов в сборную СССР U-19 для игр на чемпионате мира 1991 года в Португалии, поскольку получили травмы и Александр Помазун, и его дублёр Андрей Новосадов. Воинская часть не отпустила Тумиловича, и он в итоге сбежал в Москву, а оттуда с помощью тренера сборной СССР Геннадия Костылёва сделал себе португальскую визу и вылетел в расположение сборной. Не сыграв ни единой встречи, он стал бронзовым призёром чемпионата мира. По возвращении в СССР он всё-таки был призван в армию, но прослужил всего полтора месяца, охраняя склады под Минском, и потом требовал от минского «Динамо» добиться его увольнения в запас.

### Беларусь

#### Дебютные матчи
За сборную Беларуси Тумилович дебютировал 7 июня 1998 года в матче против Литвы в Минске, завершившемся «сухой» победой белорусов со счётом 5:0, выйдя во втором тайме. За свою карьеру он пропустил 40 мячей, в том числе два с пенальти — первый с пенальти он пропустил 31 марта 1999 года в игре отборочного турнира Евро-2000 против Италии от Филиппо Индзаги (пенальти за фол против Антонио Конте), завершившейся вничью 1:1, а второй гол — 17 мая 2002 года в игре на Кубок LG против России от Андрея Соломатина (встреча завершилась ничьей 1:1 в основное время, а в серии пенальти Тумилович отразил удары в исполнении Дмитрия Хохлова, Юрия Никифорова, Сергея Семака и Руслана Пименова). Тумилович неоднократно вступал в конфликты с игроками противника в случае, если ему казалось, что имела место либо грубая игра, либо симуляция. По его словам, в 1999 году в игре против Италии, когда Антонио Конте заработал пенальти, он толкнул его в спину, дав тем самым знать, что считает падение Конте в штрафной симуляцией, а в одном из матчей против Швейцарии ударил локтем в лицо после матча Стефана Шапюиза за то, что тот дважды пытался пойти против него прямой ногой и «ударить в кость». Также, со слов Тумиловича, в матче отборочного турнира к Евро-2000 против Чехии он дал пощёчину Павлу Недведу, которого назвал «мерзким типом».

#### Отбор на чемпионат мира 2002 года
Под руководством Эдуарда Малофеева его сборная боролась в отборочной группе 5 зоны УЕФА за выход на чемпионат мира в Корее и Японии. По словам Тумиловича, Малофеев был очень суеверным человеком: в начале каждого дня он пожимал руку игрокам сборной, собиравшимся в гостинице, и заставлял их смотреть ему прямо в глаза; не разрешал водителю сборной сдавать назад, если в автобусе сидела команда, и заставлял его разворачиваться. В сборную Малофеев приглашал массажиста Виктора Жаковко, который занимался психологической подготовкой команды и создавал мистическую атмосферу в сборной благодаря своему запоминающемуся образу — Жаковко носил длинную бороду и занимался нетрадиционной медициной, вследствие чего многие называли его экстрасенсом, а сам он удостоился негласных прозвищ «Шаман» и «Борода». Накануне первого матча отборочного цикла против Украины (24 марта 2001 года) Малофеев даже рассказал притчу о предательстве Иуды и намекнул на то, что в случае неудачи сборной Беларуси в какой-либо игре виновника отчислят из команды.
Первая игра против Украины завершилась нулевой ничьей, а во второй встрече 1 сентября Украина победила 2:0 — из сборной за «слив» игры были изгнаны Валентин Белькевич и Александр Хацкевич, хотя оба игрока и по оценке украинцев смотрелись лучше других белорусских игроков во встрече. Тумилович в ответном матче не играл, потому как получил красную в предыдущем матче против Норвегии (1:1) за несогласие с тем, что арбитр засчитал гол Джона Карью: по его словам, судья в том матче умышленно игнорировал любые силовые приёмы со стороны норвежцев как в адрес Тумиловича, так и его команды. Также Тумилович утверждал, что для него неучастие в матче против Украины было облегчением, но при этом считал изгнание Белькевича и Хацкевича одной из причин поражения от Уэльса 6 октября со счётом 0:1 и непопадания Беларуси в стыковые матчи.
Поражения от Украины и Уэльса стоили белорусской команде 2-го места в группе и выхода в стыковые матчи: она заняла итоговое 3-е место в группе, пропустив вперёд получившую прямую путёвку Польшу и попавшую в стыковые матчи Украину. Несмотря на неудачу сборной, в том же 2001 году Тумилович был удостоен приза лучшего футболиста Беларуси по итогам года. В мае 2002 года Тумилович с командой Беларуси выиграл Кубок LG, проходивший в Москве: в полуфинале он помог сборной Беларуси по пенальти обыграть хозяев турнира, отразив сразу четыре пенальти в серии послематчевых 11-метровых, а в финале отстоял «на ноль» в матче против Украины (победа 2:0).

#### Конфликт с Шанталосовым
Во время выступлений за сборную у Геннадий Тумиловича был серьёзный конфликт с другим вратарём, Валерием Шанталосовым. В 1998 году перед матчем против Швейцарии из расположения сборной уехал вратарь Андрей Сацункевич, и осталось две кандидатуры на место вратаря в стартовом составе — за день до игры в расположение сборной прибыл как раз Тумилович. Шанталосову предпочли Тумиловича, хотя белорусы проиграли в итоге 0:1, а самому Шанталосову позже стали поступать сообщения с угрозами и требования уйти из сборной. В дальнейшем в отборочном цикле к Евро-2004 сборная Беларуси проиграла 7 матчей из восьми, одержав единственную победу над Молдовой. 11 июня 2003 года Тумилович стоял на воротах в игре против Австрии, в которой белорусы всухую были разбиты 0:5 — вратарь пропустил несколько откровенно нелепых голов. По словам Тумиловича, он относился с большим уважением к Малофееву, но констатировал, что тренер сборной вёл себя максимально неадекватно по ходу игры, вызвав на сборы сразу три голкипера, выпустив фактически второй состав, отказавшись менять Тумиловича по ходу игры (хотя тот просил замену) и обвиняя игроков в сдаче матча.
Во время отбора на Евро-2004 однажды Шанталосов заглянул на базу в Стайках, где игроки отдыхали и играли в карты. Позже Валерий заявил, что Тумилович его заметил и якобы нажаловался руководству Белорусской федерации футбола, обвинив Шанталосова в организации нескольких договорных матчей сборной: по словам Шанталосова, Тумилович путался в датах, размерах взяток и противников, вследствие чего история с договорными матчами показалась выдумкой. Шанталосов сам попытался обвинить Тумиловича в организации договорных встреч, но Тумилович отвергал все обвинения и говорил, что с Шанталосовым в сборной никто близко не общался. На сторону Тумиловича позже встал редактор газеты «Прессбол» Владимир Бережков, который в 2005 году обнародовал аудиозапись одной из бесед Тумиловича с Шанталосовым и выдал это за попытку подкупа игроков, а также показал Шанталосову макет ещё не вышедшего номера газеты с распечаткой разговора. Самого Бережкова арестовали после того, как он потребовал от Шанталосова деньги в обмен на гарантию не публиковать материалы, однако уголовного дела против Бережкова по обвинению в шантаже так и не завели. Игроки сборной выступили на стороне Шанталосова, назвав Тумиловича человеком, способным на неадекватные действия.
Официально всю вину в организации махинаций, связанных с договорными матчами, возложили на Бережкова, а в белорусской редакции «Спорт-Экспресса» опубликовали извинения в адрес Тумиловича, поскольку все обвинения Шанталосова носили голословный характер и не подтверждались доказательствами. Тем не менее, Шанталосов и Тумилович не примирились: Виталий в дальнейшем безуспешно требовал от Геннадия извинений за клевету. Скандалу был дан новый оборот в 2007 году, когда против Шанталосова возбудили уголовное дело по факту организации договорных матчей: его обвиняли в «сливе» матчей против Чехии и Молдовы в последних двух турах отборочного цикла Евро-2004. Однако в 2008 году оно было закрыто, а с Шанталосова сняли все обвинения, позже всё-таки запретив ему работать на территории Беларуси. Комментируя факты договорных матчей, Тумилович отверг все обвинения в организации каких-либо договорных матчей сборной, но заявил, что в течение трёх месяцев записывал «для личного пользования» разговоры с Шанталосовым на тему того, что имя Геннадия «было засвечено в якобы сдаче тех игр». При этом Тумилович не писал заявления в милицию и не давал показания против Шанталосова.
Последнюю игру за сборную Беларуси Геннадий Тумилович провёл 18 февраля 2004 года в Ахне против Кипра (победа 2:0). Всего он сыграл 32 встречи, пропустив 39 голов, получив 5 жёлтых карточек и одну красную.

## Достижения

### Командные
- Чемпион Беларуси (3): 1993/94, 1994/95, 1995[36][37][38]
- Бронзовый призёр чемпионата Беларуси: 1992/93[38]
- Обладатель Кубка Беларуси: 1994[36][37]
- Победитель Первого дивизиона России: 2005[39][38]

### Личные
- Футболист года в Беларуси: 2001[29][37][38]

## Статистика выступлений

### Клубная
Статистика приводится в соответствии с FootballFacts.ru
| Клуб                          | Сезон     | Чемпионат | Чемпионат | Кубок | Кубок | Еврокубки | Еврокубки | Всего | Всего |
| Клуб                          | Сезон     | Матчи     | Голы      | Матчи | Голы  | Матчи     | Голы      | Матчи | Голы  |
| ----------------------------- | --------- | --------- | --------- | ----- | ----- | --------- | --------- | ----- | ----- |
| Динамо (Брест)                | 1989      | 2         | 0         | 0     | 0     | 0         | 0         | 2     | 0     |
| Динамо (Брест)                | 1990      | 26        | -26       | 0     | 0     | 0         | 0         | 26    | 0     |
| Динамо (Брест)                | Итого     | 28        | -26       | 0     | 0     | 0         | 0         | 28    | -26   |
| Динамо (Минск)                | 1991      | 0         | 0         | 0     | 0     | 0         | 0         | 0     | 0     |
| Беларусь (Минск)              | 1992      | 15        | -14       | 0     | 0     | 0         | 0         | 15    | -14   |
| Беларусь (Минск)              | 1992/1993 | 22        | -16       | 0     | 0     | 0         | 0         | 22    | -16   |
| Беларусь (Минск)              | Итого     | 37        | -30       | 0     | 0     | 0         | 0         | 37    | -30   |
| Динамо (Минск)                | 1994/1995 | 8         | -4        | 0     | 0     | 1         | -1        | 9     | -5    |
| Динамо (Минск)                | 1994/1995 | 13        | -10       | 0     | 0     | 0         | 0         | 13    | -10   |
| Динамо (Минск)                | Итого     | 21        | -14       | 0     | 0     | 1         | -1        | 22    | -15   |
| Металлург (Красноярск)        | 1996      | 11        | -14       | 0     | 0     | 0         | 0         | 11    | -14   |
| Заря (Ленинск-Кузнецкий)      | 1997      | 21        | -28       | 2     | -2    | 0         | 0         | 23    | -30   |
| Жемчужина (Сочи)              | 1998      | 14        | -19       | 1     | -1    | 0         | 0         | 15    | -20   |
| Жемчужина (Сочи)              | 1999      | 19        | -35       | 0     | 0     | 0         | 0         | 19    | -35   |
| Жемчужина (Сочи)              | Итого     | 33        | -54       | 1     | -1    | 0         | 0         | 34    | -55   |
| Хапоэль Ирони (Ришон-ле-Цион) | 1999/2000 | 4         | 0         | 0     | 0     | 0         | 0         | 4     | 0     |
| Динамо (Москва)               | 2000      | 9         | -12       | 2     | 0     | 2         | -4        | 13    | -16   |
| Ростсельмаш                   | 2001      | 4         | -11       | 1     | -3    | 0         | 0         | 5     | -14   |
| Ростсельмаш                   | 2002      | 6         | -14       | 0     | 0     | 0         | 0         | 6     | -14   |
| Ростсельмаш                   | Итого     | 10        | -25       | 1     | -3    | 0         | 0         | 11    | -28   |
| Антверпен                     | 2002/2003 | 1         | 0         | 0     | 0     | 0         | 0         | 1     | 0     |
| Антверпен                     | 2003/2004 | 8         | 0         | 0     | 0     | 0         | 0         | 8     | 0     |
| Антверпен                     | Итого     | 9         | 0         | 0     | 0     | 0         | 0         | 9     | 0     |
| Луч-Энергия                   | 2004      | 24        | -29       | 1     | -1    | 0         | 0         | 25    | -30   |
| Луч-Энергия                   | 2005      | 3         | -5        | 0     | 0     | 0         | 0         | 3     | -5    |
| Луч-Энергия                   | 2006      | 0         | 0         | 0     | 0     | 0         | 0         | 0     | 0     |
| Луч-Энергия                   | Итого     | 27        | -34       | 1     | -1    | 0         | 0         | 28    | -35   |
| Динамо (Минск)                | 2007      | 4         | -2        | 2     | -4    | 1         | -1        | 7     | -7    |

### В сборной
| Матчи Геннадия Тумиловича за национальную сборную Беларуси | Матчи Геннадия Тумиловича за национальную сборную Беларуси | Матчи Геннадия Тумиловича за национальную сборную Беларуси | Матчи Геннадия Тумиловича за национальную сборную Беларуси | Матчи Геннадия Тумиловича за национальную сборную Беларуси | Матчи Геннадия Тумиловича за национальную сборную Беларуси | Матчи Геннадия Тумиловича за национальную сборную Беларуси | Матчи Геннадия Тумиловича за национальную сборную Беларуси |
| №                                                          | Дата                                                       | Место проведения                                           | Соперник                                                   | Счёт                                                       | Действия Тумиловича                                        | Пропущенные голы                                           | Соревнование                                               |
| ---------------------------------------------------------- | ---------------------------------------------------------- | ---------------------------------------------------------- | ---------------------------------------------------------- | ---------------------------------------------------------- | ---------------------------------------------------------- | ---------------------------------------------------------- | ---------------------------------------------------------- |
| 1                                                          | 7 июня 1998                                                | Минск                                                      | Литва                                                      | 3:0                                                        | 46'                                                        |                                                            | Товарищеский матч                                          |
| 2                                                          | 27 марта 1999                                              | Минск                                                      | Швейцария                                                  | 0:1                                                        | 1'                                                         | 72′                                                        | Квалификация Евро-2000                                     |
| 3                                                          | 31 марта 1999                                              | Анкона                                                     | Италия                                                     | 1:1                                                        | 1' 35'                                                     | 31′ (пен.)                                                 | Квалификация Евро-2000                                     |
| 4                                                          | 19 мая 1999                                                | Тула                                                       | Россия                                                     | 1:1                                                        | 1' 82'                                                     | 82′                                                        | Товарищеский матч                                          |
| 5                                                          | 5 июня 1999                                                | Копенгаген                                                 | Дания                                                      | 0:1                                                        | 1'                                                         | 22′                                                        | Квалификация Евро-2000                                     |
| 6                                                          | 18 августа 1999                                            | Минск                                                      | Россия                                                     | 0:2                                                        | 1'                                                         | 38′, 47′                                                   | Товарищеский матч                                          |
| 7                                                          | 4 сентября 1999                                            | Минск                                                      | Уэльс                                                      | 1:2                                                        | 1' 40'                                                     | 42′, 86′                                                   | Квалификация Евро-2000                                     |
| 8                                                          | 29 марта 2000                                              | София                                                      | Болгария                                                   | 1:4                                                        | 46'                                                        | 61′, 80′                                                   | Товарищеский матч                                          |
| 9                                                          | 26 апреля 2000                                             | Санта-Колома                                               | Андорра                                                    | 0:2                                                        | 46'                                                        |                                                            | Товарищеский матч                                          |
| 10                                                         | 4 июня 2000                                                | Таллин                                                     | Эстония                                                    | 0:2                                                        | 1'                                                         | 4′, 80′                                                    | Товарищеский матч                                          |
| 11                                                         | 2 сентября 2000                                            | Минск                                                      | Уэльс                                                      | 2:1                                                        | 1'                                                         | 90+1′                                                      | Квалификация ЧМ-2002                                       |
| 12                                                         | 11 октября 2000                                            | Минск                                                      | Армения                                                    | 2:1                                                        | 1'                                                         | 50′                                                        | Квалификация ЧМ-2002                                       |
| 13                                                         | 24 марта 2001                                              | Киев                                                       | Украина                                                    | 0:0                                                        | 1'                                                         |                                                            | Квалификация ЧМ-2002                                       |
| 14                                                         | 28 марта 2001                                              | Минск                                                      | Норвегия                                                   | 2:1                                                        | 1'                                                         | 68′                                                        | Квалификация ЧМ-2002                                       |
| 15                                                         | 2 июня 2001                                                | Ереван                                                     | Армения                                                    | 0:0                                                        | 1'                                                         |                                                            | Квалификация ЧМ-2002                                       |
| 16                                                         | 6 июня 2001                                                | Осло                                                       | Норвегия                                                   | 1:1                                                        | 1' 82' 82'                                                 | 81′                                                        | Квалификация ЧМ-2002                                       |
| 17                                                         | 5 сентября 2001                                            | Минск                                                      | Польша                                                     | 4:1                                                        | 1'                                                         | 77′                                                        | Квалификация ЧМ-2002                                       |
| 18                                                         | 6 октября 2001                                             | Кардифф                                                    | Уэльс                                                      | 0:1                                                        | 1'                                                         | 47′                                                        | Квалификация ЧМ-2002                                       |
| 19                                                         | 17 апреля 2002                                             | Дебрецен                                                   | Венгрия                                                    | 5:2                                                        | 1' 82'                                                     | 13′                                                        | Товарищеский матч                                          |
| 20                                                         | 17 мая 2002                                                | Москва                                                     | Россия                                                     | 1:1 (5:4 пен.)                                             | 1' (все 4 — послематчевые пенальти)                        | 28′ (пен.)                                                 | Товарищеский матч (Кубок LG)                               |
| 21                                                         | 19 мая 2002                                                | Москва                                                     | Украина                                                    | 2:0                                                        | 1'                                                         |                                                            | Товарищеский матч (Кубок LG)                               |
| 22                                                         | 21 августа 2002                                            | Рига                                                       | Латвия                                                     | 4:2                                                        | 1' 46'                                                     | 17′, 25′                                                   | Товарищеский матч                                          |
| 23                                                         | 12 октября 2002                                            | Минск                                                      | Австрия                                                    | 0:2                                                        | 1'                                                         | 57′, 89′                                                   | Квалификация Евро-2004                                     |
| 24                                                         | 16 октября 2002                                            | Теплице                                                    | Чехия                                                      | 0:2                                                        | 1'                                                         | 6′, 23′                                                    | Квалификация Евро-2004                                     |
| 25                                                         | 29 марта 2003                                              | Минск                                                      | Молдова                                                    | 2:1                                                        | 1'                                                         | 14′                                                        | Квалификация Евро-2004                                     |
| 26                                                         | 30 апреля 2003                                             | Ташкент                                                    | Узбекистан                                                 | 2:1                                                        | 1' 31'                                                     |                                                            | Товарищеский матч                                          |
| 27                                                         | 7 июня 2003                                                | Минск                                                      | Нидерланды                                                 | 0:2                                                        | 1'                                                         | 62′, 68′                                                   | Квалификация Евро-2004                                     |
| 28                                                         | 11 июня 2003                                               | Инсбрук                                                    | Австрия                                                    | 0:5                                                        | 1'                                                         | 33′, 47′, 52′, 62′, 69′                                    | Квалификация Евро-2004                                     |
| 29                                                         | 20 августа 2003                                            | Минск                                                      | Иран                                                       | 2:1                                                        | 1'                                                         | 84′                                                        | Товарищеский матч                                          |
| 30                                                         | 6 сентября 2003                                            | Минск                                                      | Чехия                                                      | 1:3                                                        | 1' 42'                                                     | 37′, 54′, 85′                                              | Квалификация Евро-2004                                     |
| 31                                                         | 10 сентября 2003                                           | Тирасполь                                                  | Молдова                                                    | 1:2                                                        | 1'                                                         | 26′, 88′                                                   | Квалификация Евро-2004                                     |
| 32                                                         | 18 февраля 2004                                            | Ахна                                                       | Кипр                                                       | 2:0                                                        | 46'                                                        |                                                            | Товарищеский матч                                          |

Итого: 32 матча / 40 пропущенных голов; 13 побед (в том числе 1 в серии послематчевых пенальти), 5 ничьих, 14 поражений.

## Тренерская карьера
В 2007 году Тумилович занимал должность играющего тренера вратарей минского «Динамо», хотя ещё раньше считал маловероятной свою карьеру тренера вратарей как таковую. 17 декабря того же года был назначен спортивным директором клуба. 30 апреля 2009 года Дисциплинарный комитет АБФФ оштрафовал Тумиловича на 1,4 млн белорусских рублей и дисквалифицировал его на 4 матча за то, что в матче 4-го тура чемпионата Беларуси между минским «Динамо» и «БАТЭ» Тумилович отозвался в адрес судьи Алексея Кульбакова с использованием нецензурной брани. Вскоре Тумилович ушёл с поста директора, не принимая жёсткие рамки, в которых необходимо было давать интервью.
С 2011 года он работал тренером в клубе «Питер», формально считавшимся по статусу командой уровня КФК, в которой играли не попавшие в основной состав «Зенита» молодые игроки. Из-за ограниченных ресурсов руководства клуб просуществовал фактически год. В июле 2013 года Тумилович стал тренером вратарей «Луча-Энергии» и был даже включён в заявку на финал Кубка ФНЛ 2014 года из-за травмы основного вратаря клуба Александра Довбни. С 30 декабря 2014 года по 9 июня 2018 года работал тренером вратарей клуба «Тосно», куда его пригласил генеральный директор команды Вячеслав Матюшенко. Тумилович, занимавший также должность тренера-методиста в ДЮСШ клуба, выражал неоднократно возмущение по поводу того, что команду никто не финансирует и что экипировку ученикам ДЮСШ родители приобретали сами, а некоторые списанные футбольные мячи доставались от питерского «Зенита». Также он утверждал, что предсказывал исчезновение клуба ещё за «два-три года» до случившегося, однако эти интервью в прессу не попали.
В 2019 году он работал тренером вратарей в российской команде по пляжному футболу «Кристалл» в штабе Анжело Ширинци и в сборной Беларуси по пляжному футболу (как помощник Николаса Альварадо). На чемпионате мира в Парагвае в том году сборная Беларуси заняла 3-е место в группе, проиграв в решающей встрече России 3:5, а при ничейном счёте 3:3 Тумиловича удалил арбитр Джонни Маттиколи за оскорбления в свой адрес. Из сборной Беларуси ушёл окончательно в июле 2020 года в связи с занятостью в «Кристалле», не позволяющей ему совмещать работу в клубе и в сборной, и отказался от продления контракта.
17 февраля 2021 года Геннадий Тумилович сыграл шесть минут за команду «Кристалл» на позиции вратаря в матче 3-го тура чемпионата Санкт-Петербурга по пляжному футболу в закрытых помещениях против дебютанта Высшей лиги — «Невы» (победа 4:3) в связи с удалением Тимофея Гусева.
В январе 2025 года покинул ПФК «Кристалл» после восьми лет работы в клубе на разных позициях. В апреле в собственном телеграм-канале «Злой Тумилович» сообщил о получении гражданства Израиля. В конце июня возглавил пляжный футбольный клуб «Рош-ха-Аин» из одноимённого израильского города.

## Личная жизнь

### Семья
Супруга — Жанна, белоруска из Сочи. Сын — Даниэль (родился 10 мая 2000 года в Рамат-Гане), играет в пляжном футбольном клубе «Кристалл» и имеет российское гражданство.

### Репутация скандалиста
За Тумиловичем закрепился скандальный имидж благодаря серии резонансных поступков и заявлений: от словесных перепалок с болельщиками, судьями и тренерами до серьёзных конфликтов и драк, часто сопряжённых с употреблением алкоголя. Подобные случаи имели место ещё в те времена, когда Тумилович играл в детских и юношеских командах: по воспоминаниям детского тренера Юрия Пышника, Тумилович в юности «промышлял разными вещами», занимаясь в перестроечные времена предпринимательской деятельностью, в том числе и продавая воспитательницам презервативы. В 1991 году в одном из интервью французской прессе Тумилович заявил «Верю в перестройку», что стало названием для всей газетной статьи и обратило на него внимание сотрудников КГБ. В период распада СССР Тумилович планировал остаться во Франции по окончании одного из турниров, однако под угрозами одного из высокопоставленных сотрудников КГБ вынужден был отказаться от этих планов. Он скептически относился к идее связи минского «Динамо» с внутренними органами в те времена, поскольку игрокам, которые играли за звание, в то время платили очень мало.
Арбитры чемпионата России по футболу выражали откровенную боязнь судить встречи с Тумиловичем в связи с его постоянными пререканиями и переходами на личности, несмотря на то, что он получал нередко предупреждения и даже удалялся. Так, Юрий Баскаков перед одним из домашних матчей «Жемчужины» с облегчением однажды воспринял новость о том, что Тумилович пропускает матч. Сам вратарь критически и в резких тонах высказывался о доминировании московских команд в чемпионате России в 1990-е, утверждая, что их высокие места обоснованы не столько качественной игрой, сколько откровенным влиянием на судей. К судьям его негативное отношение выработалось, по его словам, ещё в минской спортшколе, однако к началу 2000-х Тумилович решил прекратить споры с арбитрами: отчасти на это повлиял и пересмотр им событий в его карьере, и большие штрафы от тренировавшего московское «Динамо» Валерия Газзаева за подобные действия. Сам Тумилович говорил, что хуже неквалифицированных судей были только удары исподтишка на футбольном поле.

### Проблемы с алкоголем
Тумилович также был известен тем, что в период своей игровой карьеры с 1991 по 1998 годы нередко употреблял алкоголь. Первый раз он «принял 100 грамм» в 1991 году перед еврокубковым матчем минского «Динамо» против «Вердера». О его любви к алкоголю вскоре стало известно футбольному миру постсоветского пространства, хотя в минском «Динамо» тренер Иван Щёкин нередко закрывал на это глаза, считая для себя главным выступления Тумиловича в матчах. По воспоминаниям Тумиловича, однажды он даже попробовал поиграть на позиции хоккейного вратаря, взяв амуницию у вратаря минского «Динамо» Александра Гаврилёнка и импровизированные коньки (привязанные шнурками лезвия к обуви) у Олега Романова, однако после первой же тренировки с большим трудом покинул площадку. По словам Тумиловича, при бросках по воротам ему было очень страшно. Эта история случилась, когда он отмечал хоккейное чемпионство минского «Динамо» и, приняв алкоголь, выбрался на лёд. В 1995 году во время турне по Южной Америке, по словам члена тренерского штаба минского «Динамо» Евгения Кузнецова, Тумилович не только «носился пьяным по гостинице», но ещё и приставал к женщинам.
Тумилович пытался закодироваться ещё в возрасте 18 лет, но так и не решился на это, а в 1993 году, записавшись едва на приём, вскоре тут же отказался от консультаций, решив, что ситуация ещё не настолько плачевна. Он нередко опаздывал на тренировочные сборы, при этом убеждая тренеров, что всё равно покажет свой максимум в матче. В 1997 году после автоаварии, произошедшей после матча четвертьфинала Кубка России, Тумилович чудом остался в живых, но зарёкся принимать алкоголь перед тем, как садиться за руль, а после чемпионата России 1998 года окончательно бросил пить — тренер «Жемчужины» Анатолий Байдачный направил его к наркологу, который помог Тумиловичу окончательно победить алкогольную зависимость, а Тумилович говорил, что после избавления от зависимости у него усилилось желание играть. Однако позже он отмечал, что из его игры пропала «какая-то искра» и появился мандраж, что крайне отрицательно сказалось на качестве выступлений. По его словам, после «кодирования» у него некоторое время были бессонница и перенапряжение.

### Общественная позиция
По словам Тумиловича, единственный раз он встречался с Александром Лукашенко в 1990-е годы на базе в Стайках: за неделю до встречи на базе устроили ремонт, разместив большое количество охраны, а сам Лукашенко призвал игроков сборной «играть и показывать», ограничившись о материальной помощи фразой «что-нибудь, когда-нибудь», поскольку большая часть финансов уходила на содержание хоккейной сборной. В 2020 году Тумилович осудил избиения сотрудниками ОМОНа участников антиправительственных протестов в Беларуси и публично отказался поддерживать Лукашенко на предстоявших президентских выборах.
По мнению Тумиловича, спорт — единственная сфера, благодаря которой о Беларуси могут что-то узнать, однако он критически отзывался о развитии белорусского спорта, отметив, что федерациями руководят люди, не связанные со спортом. В интервью газете «Салідарнасць» в начале 2007 года скептически оценивал уровень развития футбола в стране, отмечая отсутствие новых людей и интересных людей, а также серьёзные проблемы в психологии игроков, тренеров и функционеров.